# Dexippus (geslacht)
Dexippus is een geslacht van spinnen uit de familie springspinnen (Salticidae).

## Soorten
De volgende soorten zijn bij het geslacht ingedeeld:
- Dexippus kleini Thorell, 1891
- Dexippus taiwanensis Peng & Li, 2002
- Dexippus topali Prószyński, 1992